# 能代ミュージカル
能代ミュージカル（のしろミュージカル）は、日本の市民参加型のミュージカル。1980年から秋田県能代市で毎年公演がされている。

## 概要
NPO法人能代市芸術文化協会主催（実施部門は能代ミュージカル制作委員会）。市文化会館の完成を記念し1980年に始まり、2020年で39回目を迎えた。脚本、スタッフなどすべて市民の手づくりで行うミュージカルで、能代の民話、歴史上の出来事、社会問題などをテーマに毎年公演を行ってる。昭和58年5月26日に発生した日本海中部沖地震の年度は、開催を見送ったが、その年度以外は毎年公演している秋田県内では、一番歴史のある市民ミュージカルである。

## 公演・歩み
- 1980年（昭和55年）9月13日 - 第1回能代ミュージカル「能代物語」
- 1982年（昭和57年）3月7日 - 第2回能代ミュージカル「能代物語第2話 とらこ姫稲荷」
- 1983年（昭和58年）3月12日 - 第3回能代ミュージカル「能代物語第3話 砂防林賛歌」
- 1984年（昭和59年） - 日本海中部地震のため休演。
- 1985年（昭和60年）2月24日 - 第4回能代ミュージカル「能代物語第4話 七夕」
- 1986年（昭和61年）3月15日 - 第5回能代ミュージカル「能代物語第5話 出発（たびだち）」
- 1987年（昭和62年）3月22日 - 第6回能代ミュージカル「能代物語第6話 機織姫物語」
- 1988年（昭和63年）3月19日 - 第7回能代ミュージカル「能代物語第7話 能代発NOSHIROタイムトラベラーズ」
- 1989年（平成元年）3月26日 - 第8回能代ミュージカル「能代物語第8話 桧山城夢物語」
- 1990年（平成2年）2月17日 - 第9回能代ミュージカル「能代物語第9話 浅内なごめはぎ物語」
- 1991年（平成3年）10月1日 - 能代市特別功労賞受賞
- 1991年（平成3年）10月30日・31日 - 第10回能代ミュージカル「能代物語第10話 よねしろ川物語」
- 1992年（平成4年）2月22日・23日 - 第11回能代ミュージカル「能代物語第11話 銀河バス物語」
- 1992年（平成4年）10月28日 - 地域づくり表彰国土庁長官受賞
- 1993年（平成5年）2月28日 - 第12回能代ミュージカル「能代物語第12話 出戸沼ガマ物語」
- 1993年（平成5年）4月10日 - 能代ミュージカルキッズ開校
- 1994年（平成6年）2月27日 - 第13回能代ミュージカル「能代物語第13話 夕陽ライン物語」
- 1995年（平成7年）2月26日 - 第14回能代ミュージカル「能代物語第14話 外国人物語」
- 1996年（平成8年）2月25日 - 第15回能代ミュージカル「能代物語第15話 井坂直幹物語」
- 1996年（平成8年）5月27日 - 文化庁より「文化のまちづくり事業」の指定を受ける（以後5年間）
- 1997年（平成9年）2月23日 - 第16回能代ミュージカル「能代物語第16話 のしろ中学生物語」
- 1998年（平成10年）2月22日 - 第17回能代ミュージカル「能代物語第17話 大正哀愁物語」
- 1999年（平成11年）2月28日 - 第18回能代ミュージカル「能代物語第18話 東雲飛行場物語」
- 2000年（平成12年）2月27日 - 第19回能代ミュージカル「能代物語第19話 母恋い物語」 ～八木隆一郎小伝～
- 2001年（平成13年）3月23日・24日 - 第20回能代ミュージカル「能代物語第20話 のしろ衆物語」
- 2001年（平成13年）3月24日・25日 - 東北ミュージカル・シンポジウム「おらほのミュージカル」
- 2002年（平成14年）2月24日 - 第21回能代ミュージカル「能代物語第21話 竹生の勘解由物語」
- 2003年（平成15年）2月23日 - 第22回能代ミュージカル「能代物語第22話 羽州街道 鶴形物語」
- 2004年（平成16年）2月29日 - 第23回能代ミュージカル「能代物語第23話 東雲開拓物語」
- 2005年（平成17年）2月27日 - 第24回能代ミュージカル「能代物語第24話 常盤蝦夷伝説物語」
- 2006年（平成18年）2月28日 - 第25回能代ミュージカル「能代物語第25話 ふるさと能代物語」
- 2007年（平成19年）2月25日 - 第26回能代ミュージカル「能代物語第26話 二ッ井加護山物語」
- 2008年（平成20年）2月24日 - 第27回能代ミュージカル「能代物語第27話 能代夕やけ物語」
- 2009年（平成21年）2月22日 - 第28回能代ミュージカル「能代物語第28話 能代駅物語」
- 2010年（平成22年）2月28日 - 第29回能代ミュージカル「能代物語第29話 能代さ医者来い物語」
- 2011年（平成23年）2月27日 - 第30回能代ミュージカル「能代物語第30話 金勇物語」
- 2012年（平成24年）2月26日 - 第31回能代ミュージカル「能代物語第31話 紙谷仁蔵物語」
- 2013年（平成25年）2月24日 - 第32回能代ミュージカル「能代物語第32話 恋文物語」
- 2014年（平成26年）2月23日 - 第33回能代ミュージカル「能代物語第33話 能代宇宙少年団物語」
- 2014年（平成26年）11月1日 - 第34回能代ミュージカル「能代物語第34話 金勇物語」第29回国民文化祭・あきた2014参加作品
- 2016年（平成28年）2月28日 - 第35回能代ミュージカル「能代物語第35話 東雲飛行場物語」
- 2017年（平成29年）2月26日 - 第36回能代ミュージカル「天神荘物語」
- 2018年（平成30年）2月25日 - 第37回能代ミュージカル「未来へつなぐ北限の茶」
- 2019年（平成31年）3月31日 - 第38回能代ミュージカル「能代湊北前船異聞」
- 2020年（令和2年）2月23日-第39回能代ミュージカル「十割そばの里　幸福の里　～鶴形そば物語～」